# Chaetodus lacandonicus
Chaetodus lacandonicus là một loài bọ cánh cứng trong họ Hybosoridae. Loài này được Martínez & Morùn miêu tả khoa học năm 1990.